# Gavin Marguerite

a Compétitions nationales et continentales officielles uniquement.

b Matchs officiels uniquement.
Gavin Marguerite, né le 12 août 1996 à Fort-de-France, est un joueur de rugby à XIII français d'origine martiniquaise évoluant au poste d'ailier ou de centre. Après avoir intégré le centre de formation de Toulouse, il rejoint l'équipe première à partir de 2015 et joue dans le championnat anglais en disputant la League One puis le Championship. En 2020, il s'engage aux Dragons Catalans en Super League.
Il est sélectionné en équipe de France pour prendre part à la première édition de Coupe du monde de rugby à 9 en 2019.

## Biographie
En 2021, dans le cadre d'une rencontre de préparation des Dragons Catalans, il est sélectionné dans le XIII du Président réunissant les meilleurs éléments du Championnat de France.

## Palmarès
- Collectif :
  - Vainqueur de la Coupe d'Europe : 2018 ( France)

### Détails en sélection
| Matchs internationaux de Gavin Marguerite                                 | Matchs internationaux de Gavin Marguerite | Matchs internationaux de Gavin Marguerite | Matchs internationaux de Gavin Marguerite | Matchs internationaux de Gavin Marguerite | Matchs internationaux de Gavin Marguerite | Matchs internationaux de Gavin Marguerite | Matchs internationaux de Gavin Marguerite | Matchs internationaux de Gavin Marguerite | Matchs internationaux de Gavin Marguerite | Matchs internationaux de Gavin Marguerite | Matchs internationaux de Gavin Marguerite |
|                                                                           | Date                                      | Adversaire                                | Résultat                                  | Compétition                               | Poste                                     | Points                                    | Essais                                    | Pen.                                      | Drops                                     |                                           |                                           |
| ------------------------------------------------------------------------- | ----------------------------------------- | ----------------------------------------- | ----------------------------------------- | ----------------------------------------- | ----------------------------------------- | ----------------------------------------- | ----------------------------------------- | ----------------------------------------- | ----------------------------------------- | ----------------------------------------- | ----------------------------------------- |
| 1.                                                                        | 10 novembre 2018                          | Écosse                                    | 28-10                                     | Coupe d'Europe                            | Ailier                                    | 0                                         | 0                                         | 0                                         | 0                                         |                                           |                                           |
| Matchs internationaux de Gavin Marguerite sous l'équipe de France de neuf |                                           |                                           |                                           |                                           |                                           |                                           |                                           |                                           |                                           |                                           |                                           |
| 1.                                                                        | 18 octobre 2019                           | Liban                                     | 8-12                                      | Coupe du monde                            | Arrière                                   | 4                                         | 1                                         | -                                         | -                                         |                                           |                                           |
| 2.                                                                        | 19 octobre 2019                           | Pays de Galles                            | 23-6                                      | Coupe du monde                            | Arrière                                   | 4                                         | 1                                         | -                                         | -                                         |                                           |                                           |
| 3.                                                                        | 19 octobre 2019                           | Angleterre                                | 4-38                                      | Coupe du monde                            | Arrière                                   | 0                                         | -                                         | -                                         | -                                         |                                           |                                           |

#### Statistiques
| Saison    | Club                      | Compétition           | Matchs | Points | Essais | Goals | Drops |
| --------- | ------------------------- | --------------------- | ------ | ------ | ------ | ----- | ----- |
| 2016      | Toulouse olympique XIII   | League 1              | 13     | 28     | 7      | 0     | 0     |
| 2016      | Toulouse olympique XIII   | Challenge Cup         | 1      | 4      | 1      | 0     | 0     |
| 2017      | Toulouse olympique XIII   | Championship          | 22     | 60     | 15     | 0     | 0     |
| 2017      | Toulouse olympique XIII   | Challenge Cup         | 1      | 0      | 0      | 0     | 0     |
| 2018      | Toulouse olympique XIII   | Championship          | 19     | 36     | 9      | 0     | 0     |
| 2019      | Toulouse olympique XIII   | Championship          | 12     | 28     | 7      | 0     | 0     |
| 2020      | Dragons Catalans          | Super League          | 0      | 0      | 0      | 0     | 0     |
| 2020      | Saint-Estève XIII Catalan | Championnat de France | 3      | 4      | 1      | -     | -     |
| 2020-2021 | Villeneuve-sur-Lot        | Championnat de France | 4      | 16     | 4      | -     | -     |